# Parlamentsvalget i Liechtenstein 2009
Parlamentsvalget i Liechtenstein 2009 blev afholdt 8. februar 2009. Selvom meningsmålingerne viste, at der ikke ville ske de store ændringer, mistede det nationalkonservative parti, Fortschrittliche Bürgerpartei, der indtil valget havde været det ledende parti, en del stemmer. Det nationalliberale Vaterländische Union vandt valget, og blev det største parti i Liechtensteinischer Landtag.

## Resultater
|  | Parti                         | Stemmer | % af stemmer | Mandater | +/- |
|  | ----------------------------- | ------- | ------------ | -------- | --- |
|  | Vaterländische Union          | 95.188  | 47,61%       | 13       | +3  |
|  | Fortschrittliche Bürgerpartei | 86.922  | 43,48%       | 11       | -1  |
|  | Freie Liste                   | 17.825  | 8,92%        | 1        | -2  |